# 햇빛 속의 라일락 덤불
햇빛 속의 라일락 덤불(영어: Lilac Bush in the Sun)은 프랑스 화가 클로드 모네의 1873년 유화 작품이다. 러시아 모스크바의 푸시킨 미술관에 소장되어 있다. 프랑스 파리 오르세 미술관에 소장된 모네의 《라일락 덤불 아래의 휴식》과는 한 쌍을 이루고 있는 펜던트 작품이기도 하다.
처음 제작된 이래 1877년까지 폴 뒤랑뤼엘 갤러리에서 전시되었으며 1891년 다시 한번 공개되었다. 1899년 러시아의 드미트리 슈킨(Dmitry Schukin)이 구입하였으나 10월 혁명 이후 러시아 정부가 압류하였으며, 소련의 서양회화 박물관으로 이관되었으나 1924년 신설 개관한 푸시킨 미술관으로 옮겨져 오늘날까지 소장되어 있다.

## 같이 보기
- 클로드 모네의 작품 목록